# Distrito electoral de Sherman (condado de Frontier, Nebraska)
Sherman (en inglés: Sherman Precinct) es un distrito electoral ubicado en el condado de Frontier en el estado estadounidense de Nebraska. En el Censo de 2010 tenía una población de 10 habitantes y una densidad poblacional de 0,1 personas por km².

## Geografía
Sherman se encuentra ubicado en las coordenadas 40°28′58″N 100°22′58″O / 40.48278, -100.38278. Según la Oficina del Censo de los Estados Unidos, Sherman tiene una superficie total de 95.78 km², de la cual 95.78 km² corresponden a tierra firme y (0%) 0 km² es agua.

## Demografía
Según el censo de 2010, había 10 personas residiendo en Sherman. La densidad de población era de 0,1 hab./km². De los 10 habitantes, Sherman estaba compuesto por el 100% blancos, el 0% eran afroamericanos, el 0% eran amerindios, el 0% eran asiáticos, el 0% eran isleños del Pacífico, el 0% eran de otras razas y el 0% pertenecían a dos o más razas. Del total de la población el 0% eran hispanos o latinos de cualquier raza.